# .bw
.bw (Botswana) é o código TLD (ccTLD) na Internet para o Botswana.